# Chụp cắt lớp sóng âm

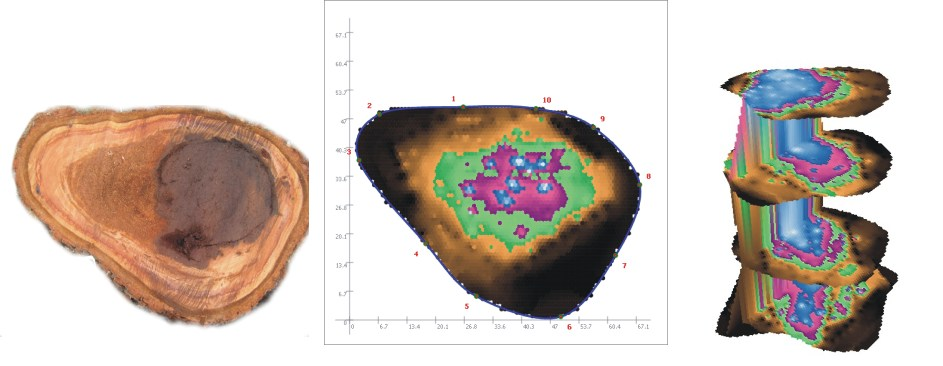
Hình ảnh và chụp cắt lớp sóng âm của một cây bạch đàn với một số nơi bị thối. Gỗ khỏe mạnh được thể hiện trong màu nâu. Phải: Hình ảnh 3D cho thấy phạm vi dọc của các điểm mục nát.

Chụp cắt lớp sóng âm hoặc ứng suất là phương pháp đo không phá hủy để hình dung tính toàn vẹn cấu trúc của vật thể rắn. Nó đang được sử dụng để kiểm tra việc bảo quản gỗ hoặc bê tông, ví dụ. Thuật ngữ chụp cắt lớp âm thanh dùng để chỉ các âm thanh có thể cảm nhận được gây ra bởi các xung cơ học được sử dụng để đo lường. Thuật ngữ chụp cắt lớp sóng ứng suất mô tả phương pháp đo chính xác hơn.